# Mohamed Ibrahim El-Sayed
Pour les articles homonymes, voir Mohamed El-Sayed et El-Sayed.
Mohamed Ibrahim El-Sayed, né le 16 mars 1998, est un lutteur égyptien pratiquant la lutte gréco-romaine.

## Biographie
Mohamed El-Sayed est interpellé pour agression sexuelle lors des Jeux olympiques d'été de 2024 à Paris.

## Palmarès

### Jeux olympiques
- Médaille de bronze dans la catégorie des moins de 67 kg en 2021 à Tokyo

### Championnats d'Afrique
- Médaille d'or dans la catégorie des moins de 67 kg en 2023 à Hammamet
- Médaille d'or dans la catégorie des moins de 67 kg en 2020 à Alger
- Médaille d'or dans la catégorie des moins de 67 kg en 2019 à Hammamet
- Médaille d'or dans la catégorie des moins de 66 kg en 2018 à Port Harcourt
- Médaille d'or dans la catégorie des moins de 66 kg en 2016 à Alexandrie
- Médaille d'argent dans la catégorie des moins de 75 kg en 2017 à Marrakech

### Jeux africains
- Médaille d'or dans la catégorie des moins de 67 kg en 2024 à Accra
- Médaille d'or dans la catégorie des moins de 67 kg en 2019 à Rabat

### Jeux mondiaux militaires
- Médaille d'or dans la catégorie des moins de 67 kg en  2019 à Wuhan

### Jeux méditerranéens
- Médaille d'argent dans la catégorie des moins de 67 kg en  2018 à Tarragone